# Зона 7 (район Милана)
Зона 7 — одна из девяти зон (городских районов) Милана.

## Внутреннее деление
Зона 7 включает кварталы Assiano, Baggio, Figino, Fopponino, Forze Armate, Harar, La Maddalena, Muggiano, Porta Magenta, Quartiere degli Olmi, Quarto Cagnino, Quinto Romano, San Siro, Valsesia и Vercellese.
В зоне 7 располагается наибольшее количество зеленых зон в Милане.
В кварталах Muggiano и Assiano находятся источники для орошения полей, многие из которых были спроектированы и построены древними римлянами и находятся в тех же местах, что и тысячи лет назад.
Квартал Figino славится как место, где выращивали клубнику и проводили фестивали клубники (итал. Sagra delle fragole) вплоть до 1940-х годов.
В зоне 7 находится здание фермы в котором, как предполагается, останавливался Франческо Петрарка. Символом зоны 7 является колонна, на которой выгравированы инициалы поэта: FP.

## Достопримечательности
- Стадион Джузеппе Меацца

### Парки
- Парк ди Баджио[итал.]
- Парк делле Каве[итал.]
- Парк Тренно
- Парк Вальсезия
- Парк Аннарума
- Парк Диотти Манарези
- Парк Чентенарио, площадью 169 000 м2, расположен частично в городе Треццано-суль-Навильо.

## Транспорт
Станции Миланского метро:
- Линия M1:Bande Nere, Buonarroti, De Angeli, Gambara, Pagano и Wagner.